# كارل غوردون
كارل غوردون (بالإنجليزية: Carl Gordon)‏ هو صحفي بريطاني، ولد في 13 مارس 1931 في غرينوك في المملكة المتحدة، وتوفي في 2002.